# Miszewo Wielkie
Miszewo Wielkie (prononciation : [miˈʂɛvɔ ˈvjɛlkʲɛ]) est un village polonais de la gmina de Nowe Miasto dans le powiat de Płońsk de la voïvodie de Mazovie dans le centre-est de la Pologne.
Il se situe à environ 2 kilomètres au sud de Nowe Miasto (siège de la gmina), 17 kilomètres à l'est de Płońsk (siège du powiat) et à 53 kilomètres au nord-ouest de Varsovie (capitale de la Pologne).

## Histoire
De 1975 à 1998, le village appartenait administrativement à la voïvodie de Ciechanów.